# Teresa Burbon-Sycylijska
Teresa Krystyna Maria Sycylijska, port. Teresa Cristina Maria Josefa Gaspar Baltazar Melquior Januária Rosália Lúcia Francisca de Assis Isabel Francisca de Pádua Donata Bondosa André d'Avelino Rita Leodegária Gertrudes Venância Tadéia Espiridião Roca Matilda de Bourbon-Sicílias e Bragança (ur. 14 marca 1822 w Neapolu, zm. 28 grudnia 1889 w Porto) – księżniczka Obojga Sycylii, cesarzowa Brazylii.

## Zarys biografii
Urodziła się jako najmłodsza córka Franciszka I, króla Obojga Sycylii, i jego drugiej żony Marii Izabeli, infantki Hiszpanii. 4 września 1843 w Rio de Janeiro wyszła za mąż za Piotra II, cesarza Brazylii, syna Piotra IV, cesarza Brazylii i króla Portugalii, i jego żony Marii Leopoldyny Habsburg. Teresa była trzy lata starsza od swojego męża.
15 listopada 1889 w wyniku przewrotu wojskowego, Piotr II został zmuszony do abdykacji. Cesarzowa razem z całą rodziną udała się na wygnanie. Kilka dni po przewrocie Teresa doznała nagłego zatrzymania krążenia, a kiedy rodzina wylądowała w portugalskim Porto, cesarzowa była już poważnie chora. Sprowadzony do niej lekarz nie umiał jej pomóc i zmarła miesiąc po przewrocie. Jej mąż zmarł dwa lata później. Oboje zostali pochowani w lizbońskim panteonie dynastii Bragança. W 1922 ich prochy zostały sprowadzone do Brazylii, w 1939 umieszczono je w katedrze São Pedro de Alcântara w Petrópolis. Na jej cześć nazwano miasta: Teresina, Teresópolis, Cristina i Santo Amaro da Imperatriz.

## Potomstwo Teresy i Piotra II
Piotr II i Maria Teresa mieli czwórkę dzieci:
1. Alfonsa (1845-1847)
2. Izabelę (1846-1921), regentkę Brazylii, żonę Gastona Orleańskiego, hrabiego d'Eu (wnuka króla Francuzów – Ludwika Filipa I)
3. Leopoldynę Teresę (1847-1871), żonę Ludwika Augusta Sachsen-Coburg-Gotha (innego wnuka Ludwika Filipa I)
4. Piotra (1848-1850)